# Хеморецептор
Хеморецептор  је периферна структура сензорног система осетљива на ефекте хемикалија са задатком да  прикупља информације о животној средини. Хеморецептори претварају хемијске сигнале у ексцитацију (нервне импулсе) који се шире до централних структура чулног система. Деле на рецепторе укуса и мириса.  Садрже протеински комплекс, који у интеракцији са одређеном супстанцом мењају своја својства, што изазива каскаду унутрашњих реакција у телу.
У зависности од природе перципиране информације, људски хеморецептори се могу класификовати као екстероцептори или интерорецептори . 

## Структура
Хеморецептори се такође разликују по структури. Ако су коначни рецептивни елемент хеморецептора слободни терминали аферентних нервних влакана, онда се такав рецептор назива примарни сензорни рецептор. Ако је коначни перцептивни елемент рецептора специјализована структура која није повезана са нервним ткивом, онда се такав рецептор назива секундарни сензорни рецептор. Посебно,  специјализоване структуре су сензорне епителне ћелије на рецептору укуса и сензорне епителне ћелије на олфакторном рецептору. На овим сензорним епителним ћелијама, терминали аферентних нервних влакана завршавају се у синапсама, одакле преносе информације до централних структура сензорних система. 

## Ћелијски хеморецептори

### Код прокариота
Бактерије користе комплексне дугачке спиралне протеине као хеморецепторе, који им омогућавају да сигнали путују на велике удаљености кроз ћелијску мембрану. Хеморецептори омогућавају бактеријама да реагују на хемијске стимулусе у свом окружењу и у складу с тим регулишу своје кретање.
Код археа трансмембрански рецептори чине само 57% хеморецептора, док се код бактерија тај проценат повећава на 87%. Ово је показатељ да хеморецептори играју важну улогу у преносу цитосолних сигнала код археја.

### Код еукариота
Примарне цилије, присутне у многим типовима ћелија сисара, служе као ћелијске антене. Покретна функција ових цилија се губи у корист њихове сензорне специјализације.

## Хеморецептори биљака
Биљке имају различите механизме да уоче опасност у свом окружењу. Биљке су у стању да открију патогене и микробе преко површинских рецепторских киназа (ПРК). Додатно, протеини слични рецепторима (РЛП) који садрже домене рецептора за везивање лиганда хватају молекуларне обрасце повезане са патогеном (ПАМПС) и молекуларне обрасце повезане са оштећењем (ДАМПС) што последично покреће урођени имунитет биљке за одбрамбени одговор.
Киназе биљних рецептора се такође користе за раст и индукцију хормона између осталих важних биохемијских процеса. Ове реакције се покрећу низом сигналних путева које покрећу хемијски осетљиви рецептори биљака. Рецептори биљних хормона могу бити интегрисани у биљне ћелије или се налазе ван ћелије, како би се олакшала хемијска структура и састав. Постоји 5 главних категорија хормона које су јединствене за биљке:
- ауксин,
- апсцизинску киселину,
- гиберелин,
- цитокинин,
- етилен

Када се ови хормони вежу за рецептор, они покрећу одговор у циљним ћелијама. Једном везани, хормони могу да индукују, инхибирају или одржавају функцију циљног одговора.

## Класификација
- Рецептори чулних органа
  - Олфакторни рецептори
  - Окусни пупољци
    - Рецептори слатког укуса
    - Рецептори горког укуса
    - Рецептори киселог укуса
    - Рецептори сланог укуса
    - Умами рецептори укуса
    - Алкални рецептори укуса  (код Дрософила )

- Рецептори унутрашњег стања
  - Респираторни центар за рецепторе угљен-диоксида
  - пХ рецептори за унутрашње течности

## Физиологија
Каротидна  аортна тела детектују промене првенствено у концентрацији pCO2 и H+ јона. Они такође осећају смањење парцијалног притиска кисеоника, али у мањем степену него код концентрације pCO2 и H+ јона.
Зона окидача хеморецептора је област медуле у мозгу која прима инпуте од лекова или хормона који се преносе крвљу и комуницира са центром за повраћање (ареа пострема) да изазове повраћање.
Примарне цилије играју важну улогу у хемосензацији. У ткивима одраслих, ове цилије регулишу пролиферацију ћелија као одговор на спољашње стимулусе, као што је оштећење ткива. Код људи, неправилно функционисање примарних цилија је повезано са важним болестима познатим као цилиопатије.

### Контрола дисања
Одређени хеморецептори, звани АСИЦ, откривају нивое угљен-диоксида у крви. Да би то обавили, они прате концентрацију водоничних јона у крви, који смањују пХ вредност крви. Ово може бити директна последица повећања концентрације угљен-диоксида, јер водени раствор угљен-диоксида у присуству карбоанхидразе реагује и формира протон и бикарбонатни јон.
Одговор је да респираторни центар (у медули) шаље нервне импулсе спољашњим интеркосталним мишићима и дијафрагми, преко интеркосталног и френичног нерва, како би се повећала брзина дисања и запремина плућа током удисања.
Хеморецептори који регулишу дубину и ритам дисања подељени су у две категорије:
- Централни хеморецептори: који се налазе на вентролатералној површини продужене мождине и откривају промене пХ вредности ликвора. Такође је експериментално показано да они реагују на хиперкапничну хипоксију (повећан угљен-диоксид, смањен кисеоник) и на крају десензибилизирају, делимично због редистрибуције бикарбоната из цереброспиналне течности (ЦСФ) и повећаног излучивања бикарбоната путем бубрега.[10] Они су осетљиви на пХ вредност и угљен-диоксид.[11]

- Периферни хеморецептори: састоје се од аортог и каротидног тела. Аортно тело детектује промене кисеоника и угљен-диоксида у крви, али не и пХ вредност, док каротидно тело детектује све три вредности. Они не десензибилизирају. А њихов ефекат на брзину дисања је мањи од утицаја централних хеморецептора.

### Откуцаји срца
Одговор на стимулацију хеморецептора и срчану фреквенцију је компликован. Хеморецептори у срцу или оближњим великим артеријама, као и хеморецептори у плућима, могу утицати на рад срца. Активација ових периферних хеморецептора настаје као последица регистровања смањене концентрације кисоника, повећане концентрације угљен-диоксида и смањене пХ вредности, коју рецептор преноси  у срчане центре преко вагусних и глософарингеалних нерава до медуле можданог стабла. Ово повећава стимулацију симпатикуса, који на срцу доводи до одговарајућег повећање срчане фреквенције и контрактилности срчаног мишића у већини случајева. Ови фактори укључују и активацију рецептора за истезање услед повећане вентилације и ослобађања циркулишућих катехоламина.
Међутим, ако је респираторна активност заустављена (нпр. код пацијента са високом повредом кичмене мождине), онда је примарни срчани рефлекс јавља на пролазну хиперкапнију и хипоксију, дубоку брадикардију и коронарну вазодилатација кроз вагалну стимулацију и системску вазоконстрикцију симпатичком стимулацијом.
У нормалним случајевима, ако постоји рефлексно повећање респираторне активности као одговор на активацију хеморецептора, повећана активност симпатикуса на кардиоваскуларном систему делује на повећање броја откуцаја срца и његову контрактилност.